# Кер-Ис

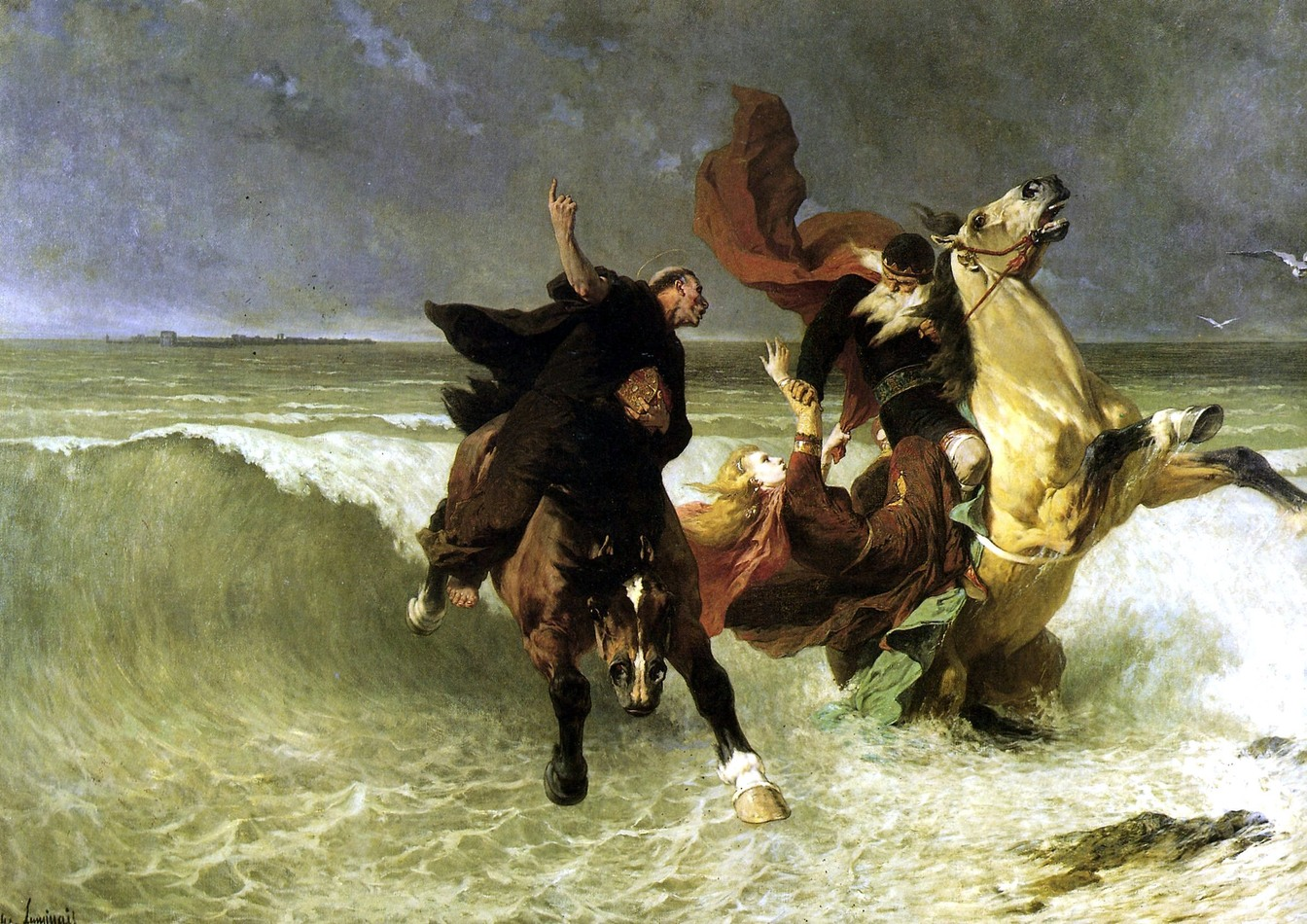
Святой Гвенноле приказывает Градлону бросить дочь в море. Э. В. Люмине, 1884 (Музей изящных искусств, Кемпер)

Кер-Ис (брет. Ker Is «город Ис», фр. Ys) — в бретонских преданиях старинный город, столица Арморики (то есть Бретани), построенный в заливе Дуарнене королём Корнуальским Градлоном для его дочери Дахут.

## Легенда
Согласно легенде, город стоял на берегу моря и был отделён от него огромным бассейном, спасавшим город от наводнений во время приливов. В плотине, отделявшей бассейн от города, была потайная дверь, а ключ всегда висел у короля, благочестивого Градлона, на шее на золотой цепочке. Но однажды прекрасная дочь короля, которую звали Дахут, поддавшись уговорам сатаны, вытащила у спящего отца ключ и открыла дверцу, и город оказался затоплен водой.
В некоторых версиях легенды сатана явился Дахут по велению Бога, решившего покарать жителей Иса за грехи. Согласно другим версиям, Дахут украла ключ или по просьбе своего возлюбленного, или для того, чтобы открыть ему городские ворота.
Практически все жители Иса погибли, а их души остались под водой. Спаслись только король Градлон и его дочь, решившие пересечь море, оседлав морского коня Морварха. Однако в пути им явился святой Гвеноле, обвинивший Дахут в гибели города. Он приказал Градлону бросить дочь в море, после чего она превратилась в русалку.
Спасшись, Градлон основал город Кемпер, который стал его новой столицей. После его смерти, в Кемпере, между двумя башнями собора святого Корентина, ему установили статую, сохранившуюся до наших дней.
По бретонским преданиям, иногда можно услышать звон колоколов Иса, предупреждающих о приближении шторма.
Бретонцы говорят, что Ис был самым красивым городом на земле, и после его разрушения франки переименовали Лютецию в Париж, так как по бретонски «Par Is» значит «подобный Ису». Согласно бретонским поверьям, Ис всплывёт, когда Париж будет поглощён водой.
Иногда легенда воспринимается как победа христианства (Градлон был обращён святым Гвенноле) над язычеством (Дахут и остальные жители города поклонялись кельтским богам). Однако по бретонской легенде, Градлон встречался и разговаривал с последним друидом Бретани. Король утешал его, а после смерти друида, перед строительством часовни в священной роще, наблюдал за его погребением по языческому обряду.

## Истолкование мифа
Легенда о затоплении Иса отличается от большинства подобных легенд, так как расположение города чётко определено: на него указывает статуя Градлона в Кемпере, большинство обозначенных в легенде местностей действительно существует, несколько римских дорог фактически приводят к морю (подразумевается, что они должны были вести к Ису).
Кроме того, помимо бретонцев, схожие легенды о затоплении имеются и у других кельтских народов — ирландцев и валлийцев. Предполагается, что легенда основана на реальном событии, произошедшем в те времена, когда бретонцы, ирландцы и валлийцы были одним народом.
Любопытен факт, что согласно Григорию Турскому, Хильдеберт I также носил на шее золотой ключ.
Ис занимает важное место в бретонских мифах. Считается, что Ис может возродиться, когда в нём отслужат мессу. По другим преданиям, каждые сто лет воды расступаются, и в это время можно увидеть город.

## Кер-Ис в мировой культуре
- Для общественности Кер-Ис был открыт виконтом Теодором Эрсаром де ла Вильмарке, который в середине XIX века опубликовал балладу «Затонувший город Ис» в своём сборнике бретонских народных песен «Барзаз Брейз». В России баллады из этого сборника публиковались, например, петербургским издательством «Искусство-СПБ» в 1995 году (в переводе Елены Баевской)[1].
- На основе легенды написана самая известная опера Эдуара Лало — «Король города Ис» (фр. Le Roi d'Ys; 1875—1881). Легендой об Исе также вдохновлена десятая прелюдия из первой тетради 24 прелюдий Клода Дебюсси, «Затонувший собор» (фр. La cathédrale engloutie).
- Французский художник Эварист Виталь Люмине обыграл мотивы легенды в своей картине «Святой Гвеноле приказывает Градлону бросить дочь в море»
- Баллада была известна Александру Блоку, который использовал её мотивы в своей поздней лирической драме «Роза и Крест». Переложение Блока было положено на музыку (наряду с другими фрагментами «Розы и Креста») фолк-певицей Хелависой.
- Американский писатель-фантаст Пол Андерсон в соавторстве с женой Карен написал серию романов «Король Иса» (King of Ys).

- История города Кер-Ис красочно описана в романе Абрахама Меррита: «Тень, ползи».
- Ys — альбом арфистки Джоанны Ньюсом, названный в честь Кер-Ис.
- Ys — альбом итальянской прогроковой группы Il Balletto di Bronzo.
- «Ar Gêr a Is» — панк-рок-версия легенды от группы Tri Bleiz Die с альбома Dalc’homp Mat ! (2001).
- «Loc’hentez Kêr Is» — композиция группы Tri Yann с альбома Abysses (2007).
- SCP-1069 — «Город Ис» — объект проекта SCP Foundation, за основу которого был взят город Кер-Ис.
- В стратегической видеоигре Dominions 5 одной из доступных игроку фракций является город-государство Ис (Ys).
- Ys — присутствует в мобильной игре Fate Grand Order, как одно из ключевых сюжетных мест.
- Город бездны, Ис — фигурирует в главе «Немного жертвенности» в книге «Меч предназначения» цикла «Ведьмак» авторства Анджея Сапковского.